# ローヒード・タウンセンター駅
ローヒード・タウンセンター駅（英: Lougheed Town Centre Station）は、カナダのブリティッシュコロンビア州バーナビーにある、スカイトレイン（エキスポ・ライン、ミレニアム・ライン）の駅である。

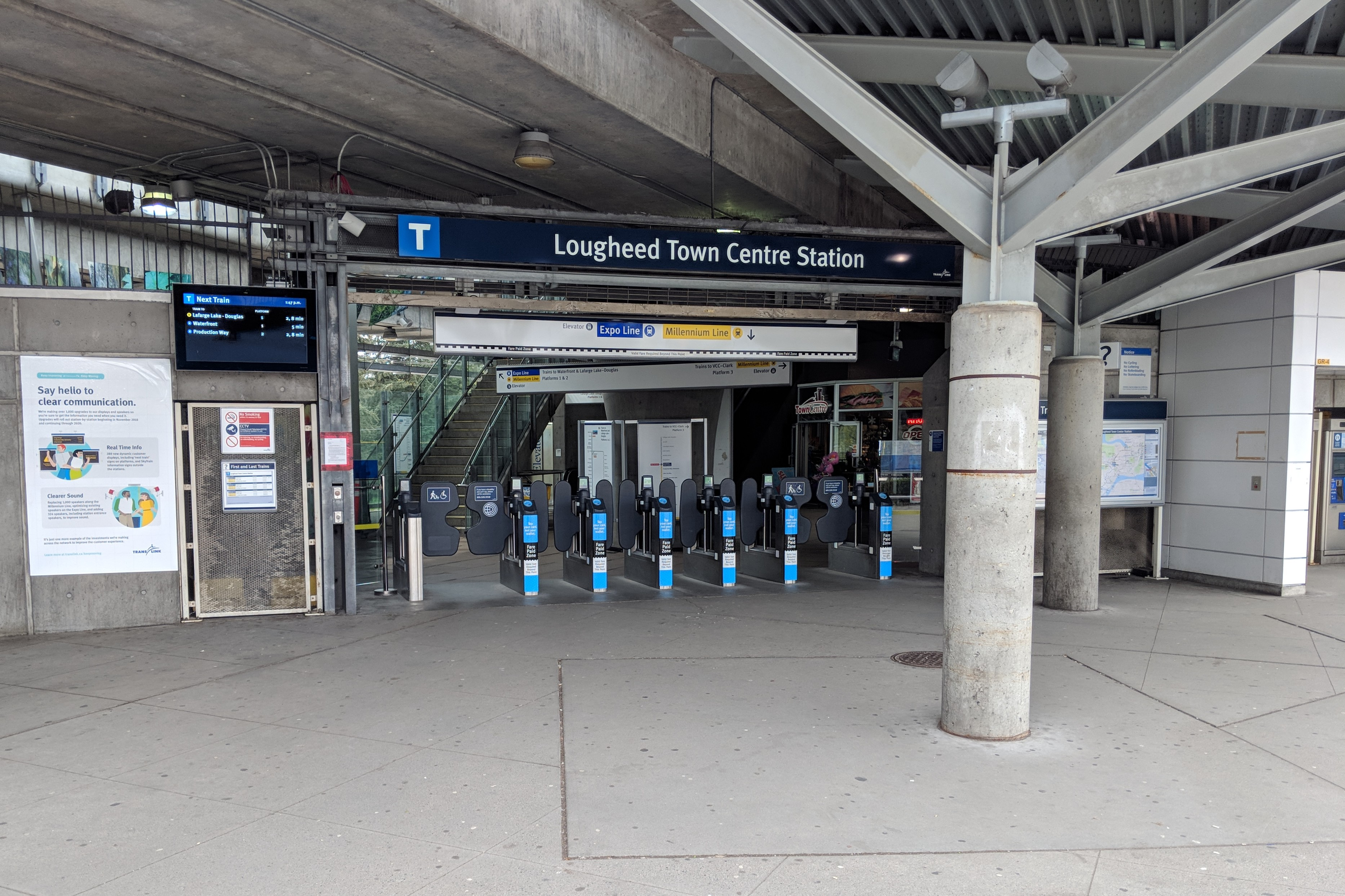
ローヒード・タウンセンター駅

## 概要・沿革
この駅はエキスポライン駅（英: Lougheed Town Centre Station）とミレミアムライン
島式ホーム
2002年8月31日にミレニアムラインの駅として開業。利用客の最も多い駅の一つとなり、2016年にコロンビア駅を経由するエキスポラインの乗換駅となった。
単式ホーム
2016年にミレニアムラインの駅として開業、その後東方11kmほど先のラファージ湖 - ダグラス駅まで延伸したため中間駅となった。

## 駅構造
3番線は2016年に新設された。

### のりば
| ホーム     | 路線              | 行先                                        |            |
| 島式ホーム | 島式ホーム        | 島式ホーム                                  | 島式ホーム |
| ---------- | ----------------- | ------------------------------------------- | ---------- |
| 1          | ■ミレニアムライン | ラファージ湖 - ダグラス駅方面               |            |
| 1          | ■エキスポライン   | ウォーターフロント駅方面                    |            |
| 2          | ■エキスポライン   | プロダクション・ウェイ-ユニバーシティ駅方面 |            |
| 単式ホーム |                   |                                             |            |
| 3          | ■ミレニアムライン | VCC-クラーク方面                            |            |

## 駅周辺
施設
- ケズウィック公園
- ローヒード・モール
- ベル公園

バス路線
エキスポラインとミレニアムラインが使用する駅である。またバス路線の発着所としての機能が強く、ポートコキットラム・バーナビー・コキットラム・メイプルリッジ・ラングリー方面のバスの多くはここを始点としている。
| ホーム | 路線 |
| ------ | --- |
| 1      | 降車専用 |
| 2      | 152 系統 - コキットラム・セントラル駅                                                                                     |
| 3      | 110 系統 - メトロタウン駅                                                                                                 |
| 4      | 101 系統 - 22丁目駅 |
| 5      | 157 系統 - バーキトラム駅                                                                                                 |
| 6      | 180 系統 - ムーディセンター駅                                                                                             |
| 7      | 136 系統 - ブレントウッドタウンセンター駅                                                                                 |
| 8      | 555 系統 - カーヴォルス・エクスチェンジ (特急)                                                                            |
| 9      | 156 系統 - ブレイド駅 |
| 10     | 109 系統 - ニューウエストミンスター駅 N9 系統 - コキットラム・セントラル駅（夜行バス） N9 系統 - ダウンタウン（夜行バス） |

## 隣の駅
■ エキスポ・ライン - プロダクション・ウェイ-ユニバーシティ支線
ブレイド駅 - ローヒード・タウンセンター駅 - プロダクション・ウェイ-ユニバーシティ駅
■ミレニアム・ライン 
プロダクション・ウェイ-ユニバーシティ駅 - ローヒード・タウンセンター駅 - バーキトラム駅